# Cuprit
Cuprit (veraltet Rotkupfererz, chemisch Kupfer(I)-oxid) ist ein eher selten vorkommendes Mineral aus der Mineralklasse der „Oxide und Hydroxide“. Es kristallisiert im kubischen Kristallsystem mit der chemischen Zusammensetzung Cu2O und entwickelt meist verschiedene Kombinationen kubischer Kristallformen wie Oktaeder, Rhombendodekaeder und selten auch Würfel, aber auch nadelige oder körnige bis massige Mineral-Aggregate von orangeroter bis fast schwarzer Farbe.

## Etymologie und Geschichte
Erstmals wissenschaftlich beschrieben wurde der Cuprit 1845 durch Wilhelm Ritter von Haidinger, der das Mineral aufgrund seines Kupfergehaltes mit Bezug auf die lateinische Bezeichnung für Kupfer cuprum benannte. Römer nannten das Erz aes cyprium (Erz aus Zypern).

## Klassifikation
In der veralteten 8. Auflage der Mineralsystematik nach Strunz gehörte der Cuprit zur Mineralklasse der „Oxide und Hydroxide“ und dort zur Abteilung „Verbindungen mit M2O und MO“, wo er als einziger Vertreter in der „Cuprit-Gruppe“ mit der Systemnummer IV/A.02 steht.
In der zuletzt 2018 überarbeiteten Lapis-Systematik nach Stefan Weiß, die formal auf der alten Systematik von Karl Hugo Strunz in der 8. Auflage basiert, erhielt das Mineral die System- und Mineralnummer IV/A.02-010. Dies entspricht der Klasse der „Oxide und Hydroxide“ und dort der Abteilung „Oxide mit dem Stoffmengenverhältnis Metall : Sauerstoff = 1 : 1 und 2 : 1 (M2O, MO)“, wo Cuprit als einziges Mineral eine unbenannte Gruppe mit der Systemnummer IV/A.02 bildet.
Die von der International Mineralogical Association (IMA) zuletzt 2009 aktualisierte 9. Auflage der Strunz’schen Mineralsystematik ordnet den Cuprit in die Klasse der „Oxide (Hydroxide, V[5,6]-Vanadate, Arsenite, Antimonite, Bismutite, Sulfite, Selenite, Tellurite, Iodate)“ und dort in die Abteilung „Metall : Sauerstoff = 2 : 1 und 1 : 1“ ein. Hier ist das Mineral in der Unterabteilung „Kation : Anion (M : O) = 2 : 1 (und 1,8 : 1)“ zu finden, wo es als einziges Mitglied eine unbenannte Gruppe mit der Systemnummer 4.AA.10 bildet.
In der vorwiegend im englischen Sprachraum gebräuchlichen Systematik der Minerale nach Dana hat Cuprit die System- und Mineralnummer 04.01.01.01. Das entspricht der Klasse der „Oxide und Hydroxide“ und dort der Abteilung „Oxide“. Hier findet er sich innerhalb der Unterabteilung „Einfache Oxide mit einer Kationenladung von 1+ (A2O)“ als einziges Mitglied in einer unbenannten Gruppe mit der Systemnummer 04.01.01.

## Kristallstruktur

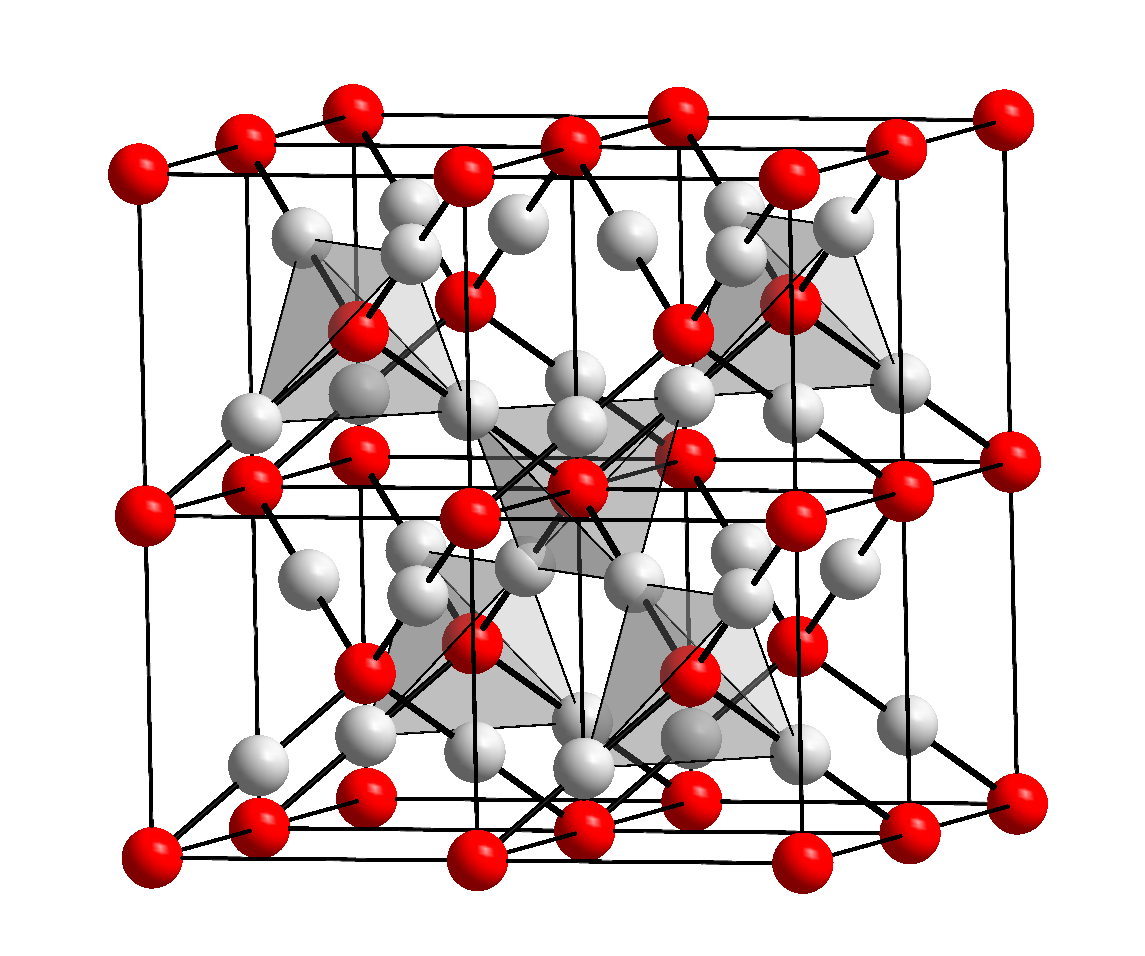
Kristallstruktur von Cuprit

Cuprit kristallisiert kubisch in der Raumgruppe Pn3m (Raumgruppen-Nr. 224) mit dem Gitterparameter a = 4,2685 Å sowie zwei Formeleinheiten pro Elementarzelle.
Zwei ineinander gestellte Gerüste aus [OCu4]-Tetraedern, die keine chemische Bindung zueinander aufweisen, bilden die Grundstruktur des Cuprits, die auch als „Doppel-Anticristobalitstruktur“ bezeichnet wird.

## Eigenschaften
Cuprit hat eine Mohshärte von 3,5 bis 4, gehört also zu den weichen Mineralen. Er ist in Säuren und Ammoniak löslich. Unter Lichteinwirkung kann das Mineral dunkelgrau anlaufen.

## Modifikationen und Varietäten

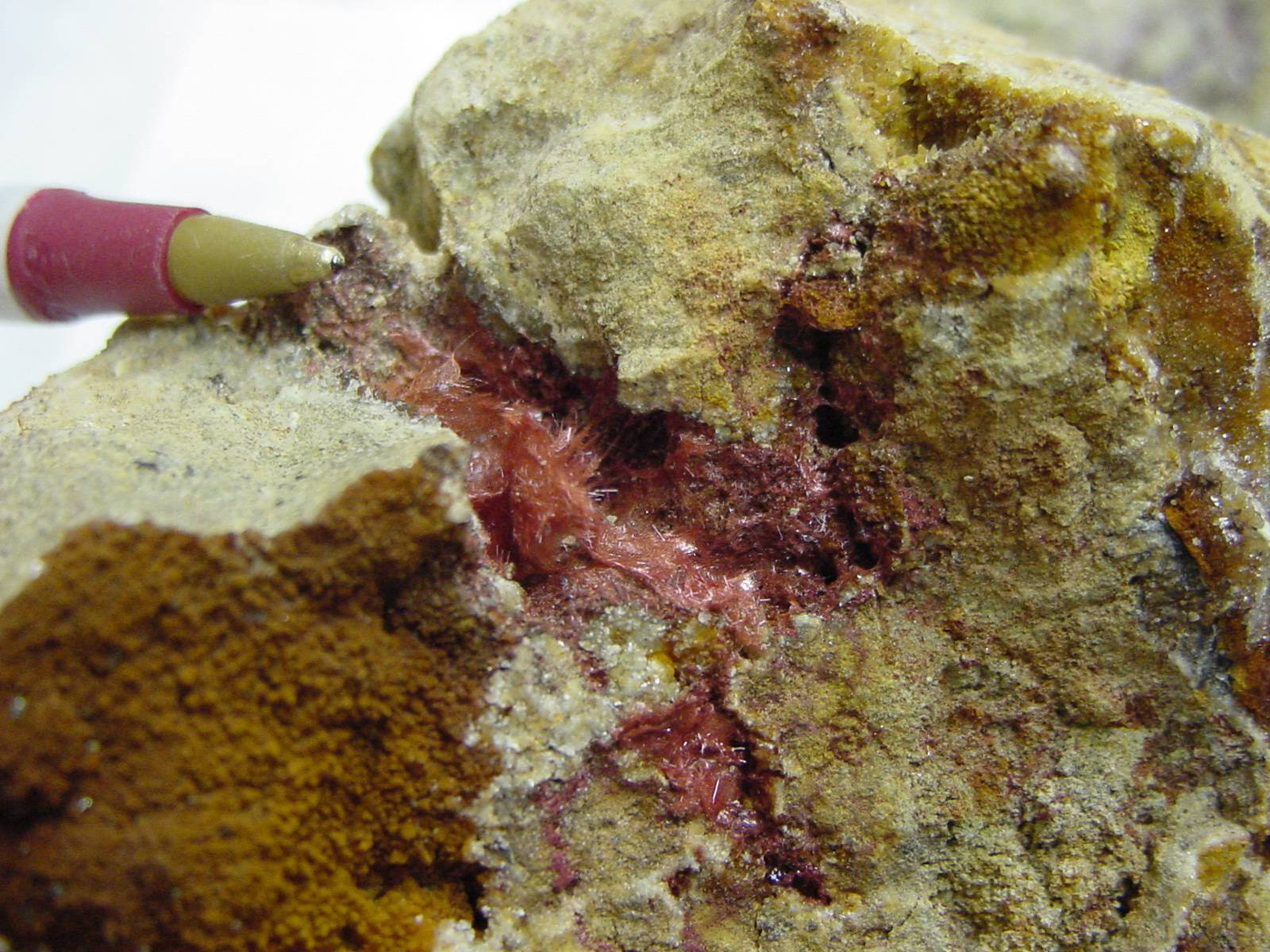
Chalkotrichit

- Chalkotrichit oder auch Kupferblüte ist eine Formvariante mit nadel- bis haarförmigen Kristallen nach [001].
- Als Kupferziegelerz oder kurz Ziegelerz werden zum einen die massigen bis erdigen Varietäten des Cuprits und zum anderen ein rotbraunes Gemenge aus Cuprit und weiteren Kupfermineralen mit Limonit bezeichnet.[7]

## Bildung und Fundorte

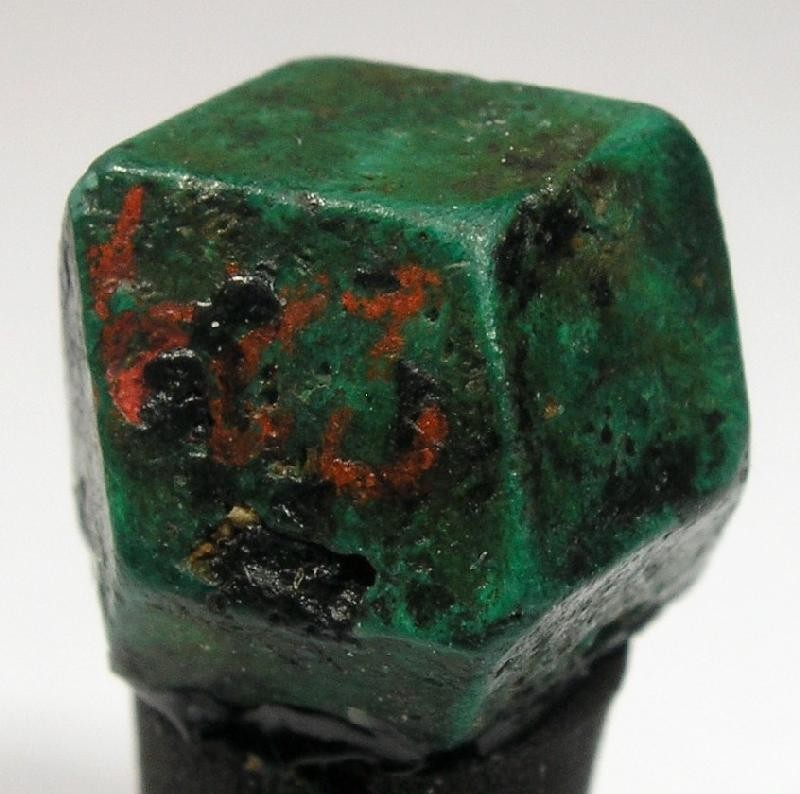
Pseudomorphose (Perimorphose) von Malachit nach Cuprit

Cuprit ist ein typisches Sekundärmineral, das durch Oxidation aus verschiedenen Kupfersulfiden bzw. gediegenem Kupfer entsteht und vor allem in der Reduktionszone kupferhaltiger, sulfidischer Erzkörper auftritt. Begleitminerale sind vor allem gediegen Kupfer, Azurit und Malachit, aber auch Antlerit, Atacamit, Brochantit, Calcit, Chrysokoll und Tenorit. Oft ist er auch überwachsen mit Malachit in Form von Perimorphosen zu finden.
Weltweit konnte Cuprit bisher an über 2000 Fundorten nachgewiesen werden (Stand: 2009). Auffällig viele Fundorte verzeichnen dabei die Länder Argentinien, Australien, Bolivien, Chile, China, Deutschland, Frankreich, Italien, Kanada, Mexiko, Namibia, Norwegen, Österreich, Peru, Russland, Schweden, Spanien, das Vereinigte Königreich (Großbritannien), sowie die Vereinigten Staaten (USA).
Gut bis perfekt entwickelte Kristalle traten vor allem in den afrikanischen Lagerstätten von Tsumeb (Namibia) und Shaba (heute Katanga) zutage. Bis zu 15 cm große mit Malachit überwachsene Kristalle fand man in Onganja (Namibia). Aber auch in Cornwall fand man eine Gruppe von Kristallen, deren Größe 3,1 cm misst.

## Verwendung

### Als Rohstoff
Cuprit ist als Mineral zwar weit verbreitet und wurde bereits in der Antike wegen des beachtlichen Kupfergehaltes von 88,8 % abgebaut, allerdings kommt das Mineral nur gelegentlich lokal so angehäuft vor, dass sich der Abbau als Kupfererz wirtschaftlich lohnt. Das Mineral kann durch einfaches Schmelzen ohne Schwierigkeiten beachtliche Mengen von Kupfer freigeben, dadurch wird viel Kupfer gewonnen.

### Als Schmuckstein
Zur kommerziellen Verwendung als Schmuckstein ist der Cuprit aufgrund seiner geringen Härte zu weich und auch zu empfindlich selbst gegenüber leichten Säuren wie Schweiß. Er würde daher als Finger- oder Armschmuck zu leicht beschädigt und allgemein beim Tragen zu schnell angegriffen. Seine bei guter Qualität leuchtend rote Farbe und sein starker Glanz machen ihn dennoch für Sammler und Hobbyschleifer zu einem interessanten und begehrten Stein, der gerne in facettierter Form verkauft oder getauscht wird.